# Банас Юрій Олександрович
Ю́рій Олекса́ндрович Банас (нар. 22 листопада 1978 — пом. 29 серпня 2014) — старший сержант Збройних сил України, учасник російсько-української війни.

## Короткий життєпис
Народився 1979 року в місті Зеленодольськ (також вказується Роздольне). Закінчив середню школу, здобув професію водія, відслужив строкову службу в лавах Збройних Сил України. Демобілізувавшись, одружився і створив сім'ю. 2005 року у Юрія і Ольги Банас народилася донька Даяна. З 2008 року працював водієм в автотранспортному цеху ДТЕК Криворізька ТЕС.
Мобілізований 6 квітня 2014 року, старший водій 93-ї окремої механізованої бригади.
Загинув 29-го серпня 2014-го під час виходу з Іловайського котла т. зв. «зеленим коридором» на перехресті доріг з села Побєда до Новокатеринівки поруч зі ставком. Їхав в одній машині ГАЗ-66 з Денисом Марченком, загинули разом.
2 вересня 2014-го тіло Юрія Банаса разом з тілами 87 інших загиблих у Іловайському котлі привезено до запорізького моргу. Упізнаний бойовими товаришами та родичами.
Без Юрія лишились батьки, дружина та донька 2005 р. н.
Про загибель стало відомо 26 вересня 2014 року. Похований у місті Зеленодольськ.

## Нагороди та вшанування
За особисту мужність і героїзм, виявлені у захисті державного суверенітету та територіальної цілісності України, вірність військовій присязі під час російсько-української війни, відзначений — нагороджений:
- 16 січня 2016 року — орденом «За мужність» III ступеня (посмертно);[1]
- на будинку, де проживав Юрій, встановлено і освячено меморіальну дошку
- Його портрет розміщений на меморіалі «Стіна пам'яті полеглих за Україну» у Києві: секція 3, ряд 5, місце 32
- Вшановується 29 серпня на щоденному ранковому церемоніалі вшанування українських захисників, які загинули цього дня у різні роки внаслідок російської збройної агресії[2]